# Chi Muoi Lo
Chi Muoi Lo (Chi-Muoi Lo), američki glumac, scenarist i režiser rođen u Vijetnamu u etničkoj kineskoj obitelji. Roditelji mu migriraju u SAD gdje se 1989. godine počinje baviti glumom. Prve su mu uloge Dinh-a u Vietnam War Story: The Last Days i Viet Tough-a u drugoj epizodi druge sezone serije "Tour of Duty", obje na temu rata.
Chi Mui Lo svoje uloge pretežno ostvaruje po raznim TV-serijama, a jedna od glavnih uloga mu je u 4 filma Vanishing Son snimljenih 1994. godine u ulozi Wago-a kojeg snima s Russellom Wongom, a 1995. godine u istoimenoj TV-seriji. Poznatiji film u kojemu je igrao je horor Muzej straha (The Relic iz 1997. godine) gdje je igrao doktora Grega Leeja (Greg Lee). 
Dvije godine kasnije Chi Muoi Lo režira svoj prvi film u kojem si je dodijelio jednu od glavnih uloga (Dwayne Williams/Sap), to je komedija Catfish in Black Bean Sauce, a igraju u njoj i Lauren Tom, kao Mai i 	Mary Alice kao Dolores Williams. Njegove kasnije uloge također su u raznim tv-serijama od kojih su poznatije "Law & Order", "Buffy, ubojica vampira" ("Buffy the Vampire Slayer"; kao Craig Fong), "Malcolm in the Middle" (Peter), "Smallville" (Wong). Posljednja moguća uloga koja je još u in production je projektu Pinkville (2011.), gdje bi igrao Minh-a.

## Vanjske poveznice
- Catfish in Black Sauce: An Interview with Chi Muoi Lo  Arhivirana inačica izvorne stranice od 21. rujna 2008. (Wayback Machine)